# Buurtspoorwegen van de provincie West-Vlaanderen

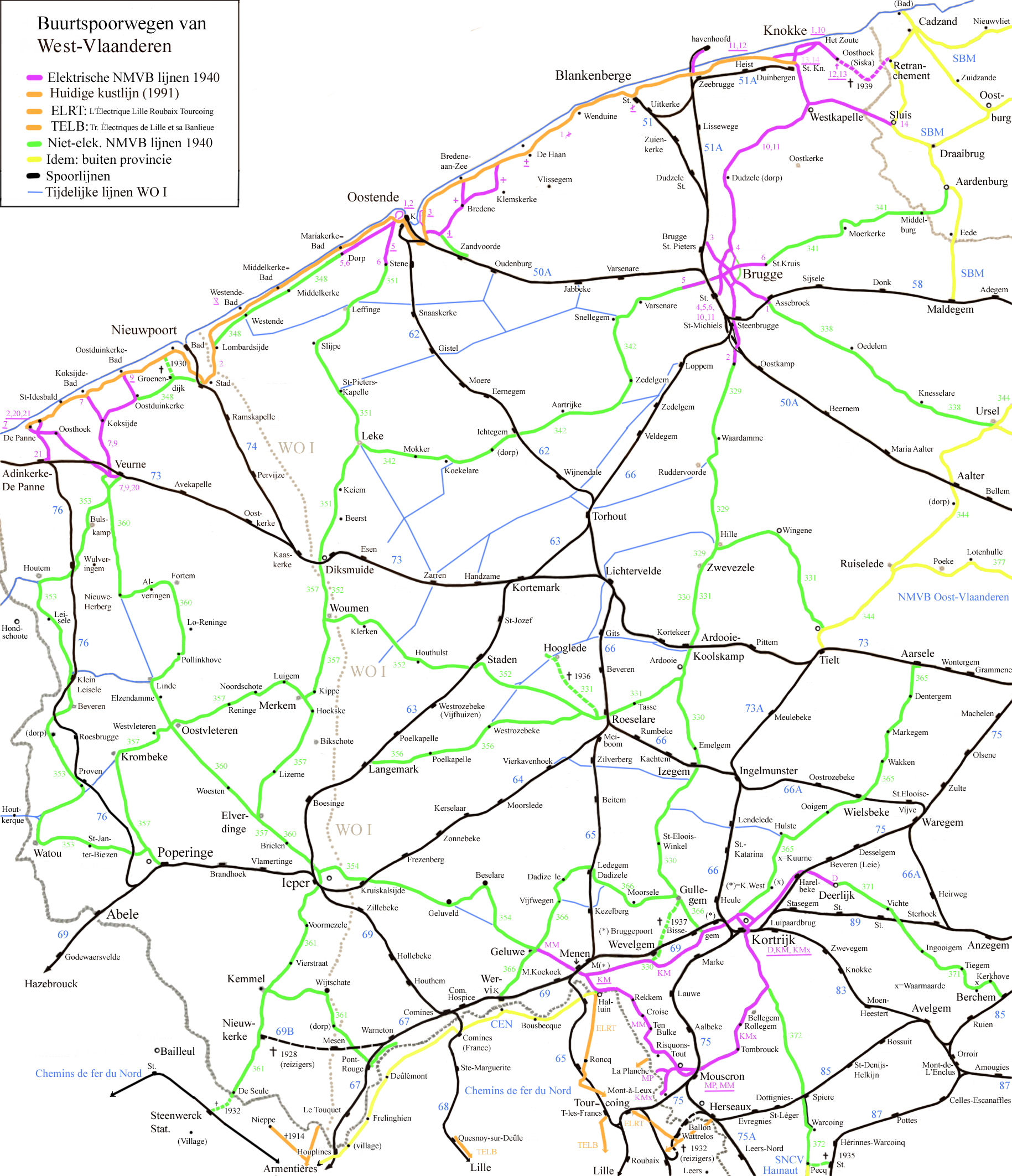
Buurtspoorwegen van de provincie West-Vlaanderen, stand 1940 voor de lijnen en de spoorwegen

De Nationale Maatschappij van Buurtspoorwegen was georganiseerd in regionale groepen die een grote zelfstandigheid en eigen beleid hadden. Oorspronkelijk waren alle lijnen in de provincie geëxploiteerd door pachters die hun eigen lijnen, stelplaats en organisatie hadden. De NMVB heeft, bij de overname van de concessies, de pachter organisatie niet veranderd. De lijnen aan de kust zijn nog tot na de Tweede Wereldoorlog door een pachter geëxploiteerd. Hierdoor kent de NMVB in de provincie 4 groepen:
- Groep Zwevezele (Brugge): de lijnen rond Brugge + Tielt, Roeselare, Hooglede. Pachter NWV: NM tot Uitbating van den Buurtspoorwegen van het Noorden van West-Vlaanderen
- Groep Kortrijk: lijnen rond Kortrijk en het Zuiden. Pachter: SA Intercommunale de Courtrai
- Groep van de kust: de kustlijn inclusief de lijn naar Brugge. Pachter SELVOP: SA pour l'Exploitation des Lignes Vicinaux d'Ostende et des Plages belges
- Groep Diksmuide: lijnen rond Diksmuide en in de Westhoek. Pachter: NM voor de Uitbating van den Buurtspoorwegen van de Omtrek Diksmuide - Yper

## Eerste Wereldoorlog
Tijdens de Eerste Wereldoorlog werden alle spoorlijnen die door de frontlinie liepen vernietigd. Beide legers gebruikten de buurtspoorwegen voor de bevoorrading van het front en bouwden vele aanvullende lijnen. (Blauwe lijnen op de kaart) De hiervoor benodigde rails werden door het Duitse leger bemachtigd door talrijke buurtspoorweglijnen in België op te breken. Deze tijdelijke lijnen bij het front zijn na de oorlog opgebroken en de oorspronkelijke lijnen zijn hersteld.

## Geëlektrificeerde lijnen

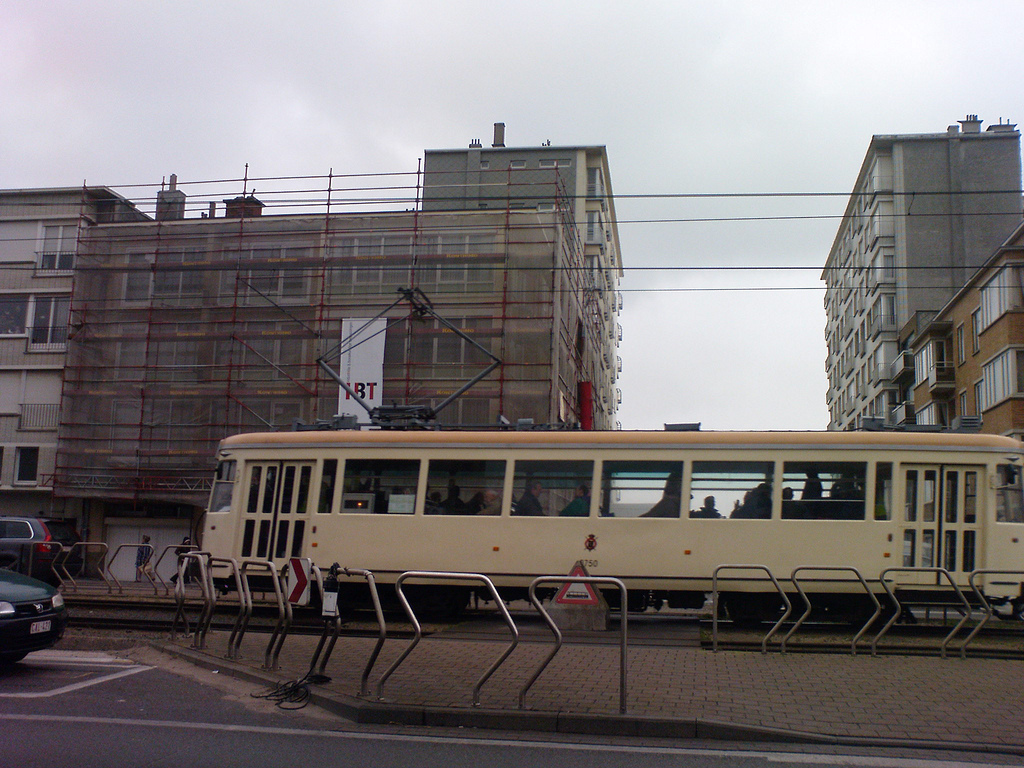
Een rit met een NMVB-tram. Er zijn nog een aantal oude trams beschikbaar voor speciale ritten op de Kustlijn.

De huidige kustlijn die geëxploiteerd wordt door De Lijn is qua route weinig veranderd ten opzichte van de buurtspoorwegentijd. De kustlijn is de samenvoeging van twee lijnen:
- 1 Oostende (Marie-Joséplein) - Bredene-aan-Zee - De Haan - Wenduine -  Blankenberge - Heist - Knokke (Station) - Knokke (Het Zoute). (Oorspronkelijk ging deze lijn via Bredene-dorp) (lijn 1 doorstreept). De lijn is vanaf ca. 30 juni 1967 beperkt tot het station. De Knokke stadsdienst en speciale ritten reden door tot de grens (zie stadslijnen Knokke).
- 2 Oostende (Station) – Middelkerke Bad – Nieuwpoort – Koksijde Bad – De Panne (Dijk). Onder "De Lijn" is de lijn in 1998 verlengd tot Adinkerke station, over ongeveer dezelfde route als de vroegere stadslijn 21 van De Panne.[1] Bij Nieuwpoort-Bad is in 1986 een nieuw traject in dienst genomen (verder van het strand af).

Pas op 1 augustus 1929 is de hele kustlijn geëlektrificeerd op de huidige route. Op 9 maart 1927 wordt de kustlijn verpacht aan de "Société pour l'Exploitation des Lignes Vicinales d'Ostende et des Plages belges" (SELVOP), een dochtermaatschappij van de Empain-holding. Op 1 januari 1956 is de pacht beëindigd en heeft de NMVB de kustlijn weer in eigen beheer genomen.
Opgebroken lijnen

( ) = Gemeenschappelijk met andere lijnen. De vermelde lijnnummers zijn de laatst gebruikte lijnnummer voor het volledig traject.
- stadslijnen Brugge

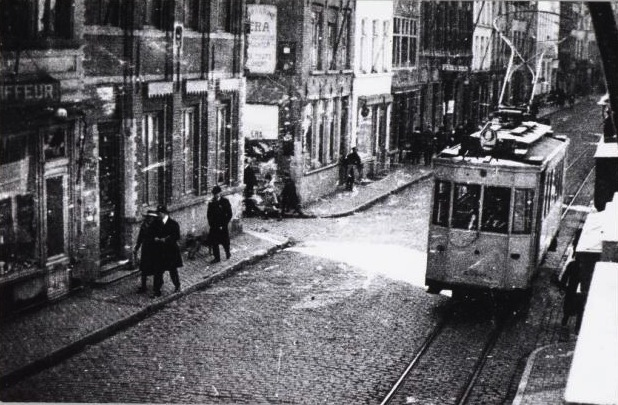
Stadstram lijn 2 in Brugge in de Noordzandstraat richting Grote Markt in 1920. Later rijdt deze lijn niet meer langs de Markt

  - 1 Station – Smedenpoort – Grote Markt – Gentpoort – Assebroek
  - 2 Smedenpoort – Katelijnepoort – Steenbrugge – Oostkamp
  - 3 Eiermarkt – Ezelpoort – Sint-Pieters
  - 4 (Station – Smedenpoort) – Grote Markt – Dampoort – Warandebrug – Coiseaukaai (Haven)
  - 5 (Station – Smedenpoort) – Sint-Andries
  - 6 (Station – Smedenpoort – Grote Markt) – Kruispoort – Sint-Kruis (Doornhut)
  - Met de indienststelling van het nieuwe station, dat verder van het centrum is verwijderd, reden de lijnen 1, 2 en 3 niet meer tot het station, maar tot het centrum en werd er een aanvullende tramlijn in dienst gesteld: 0 Station – Koning Albertplein – Eiermarkt – Schouwburg – Grote Markt – Sint-Salvators – Koning Albertplein (en terug naar het station)

- Knokke(zie Knokse stadstram) 

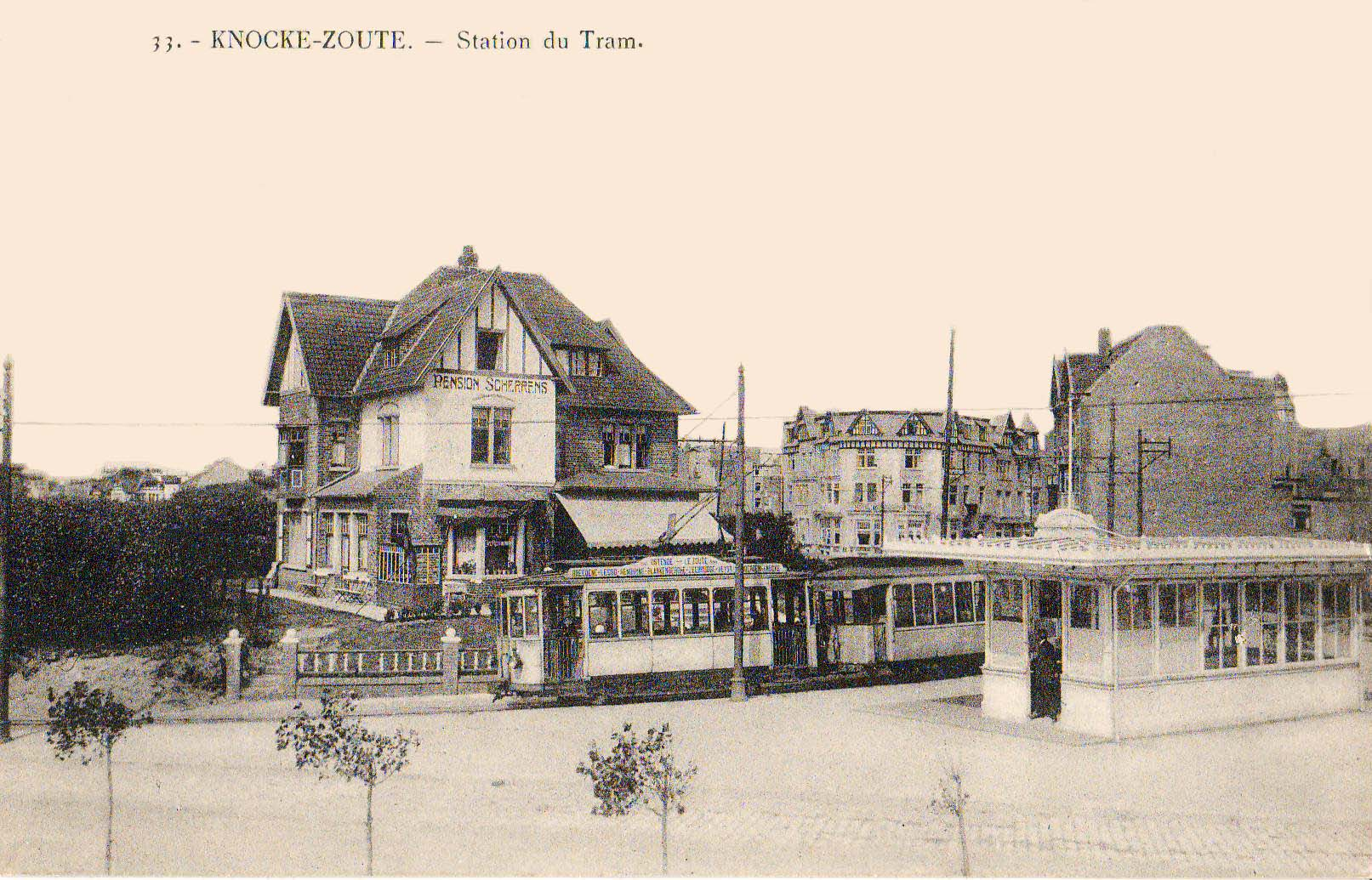
Tram in Knokke-Zoute (postkaart van 1921)

  - 10 (Brugge (Station) - Smedenpoort - Ezelpoort - Warandebrug - Dudzele - Westkapelle - (Knokke (Station) - Het Zoute) Eerst had deze lijn het nummer 21.
  - 12 (Heist - Knokke) - Elizabethlaan - Het Zoute - Oosthoek (Siska). Lijn 1 (de kustlijn) rijdt langs het station en dan naar Het Zoute. Tot 1967.
  - 13 (Knokke station - Oosthoek/Siska) (zomerlijn) Tussen 1928 en 1933 was dit lijn 6.[5]
  - 14 (Knokke (Station) – Westkapelle) – Sluis (Nederland). Ook deze lijn had eerst lijnnummer 21.
  - H (Het Zoute – Oosthoek (Siska)) – Retranchement (Nederland). Heeft wel reguliere dienst gehad, in de zomers 1929-1939.[6] 'H' is een administratief lijnnummer.(Holland)
  - In Zeebrugge was er een aftakking van kustlijn van (Vaart) naar (Havenhoofd) (goederentrams) (sedert 1948 was er alleen nog een keerdriehoek van over) (die er in 1966 nog was)

- Kortrijk & omgeving

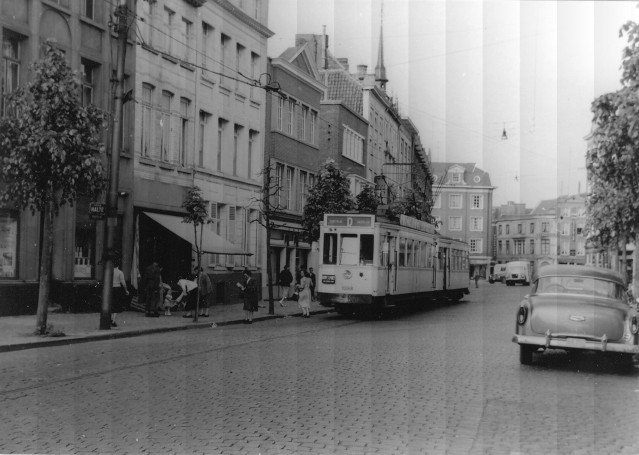
Tramlijn D in Kortrijk in de Rijselsestraat op 24 mei 1956.

  - D: Station – Grote Markt - Plein - Gentsepoort - Harelbeke – Deerlijk
  - KM: Station - [Heenreis: Grote Markt - Buda - Overleie] / [Terugreis: Koning Albertstraat - Justitiepaleis - Noordstraat] - Meensepoort - Bissegem – Wevelgem – Menen
  - KMx: Station - Doorniksewijk - Kanon - Blauwe Poort - Hoog Kortrijk - Watertoren - Bellegem - Rollegem - Tombroek - Station Moeskroen - Markt Moeskroen - Mont-à-Leux. (Zie: Kortrijk Moeskroen )
  - MM: Geluwe - Menen – De Barakken – Rekkem – Dronkaard – "Risquons-Tout" – Moeskroen (Markt) – Moeskroen (Station). De Barakken halte was vlak bij Franse grens, tegenover het grote dorp Halluin. Van daaruit vertrok een metersporige buurtspoorlijn van de CEN (Chemins de fer économiques du Nord) naar Armentières langs de Belgische grens. Er was een directe spooraansluiting met de buurtspoorwegen, maar die is nooit gebruikt voor reizigerdiensten.[7] De CEN buurtspoorlijn werd in 1930 opgeheven. In 1925 werd een elektrische metersporige tramlijn aangelegd van Halluin naar Tourcoing door de ELRT (L'Électrique Lille Roubaix Tourcoing).
  - MP: Moeskroen (Station) - Moeskroen (Markt) – De Plank

- stadslijnen Oostende

De stadstram bestond tussen 1885 en 1955.
- 3 heen: (Marie-Joséplaats - Station Oostende - Voorhaven – Militair Hospitaal); terug: Militair Hospitaal - Vuurtoren - Voorhaven (daarna heenroute). Later verliep de terugroute niet door de haven maar volgde de Kusttramlijn. Het lijnnummer 3 bestond van 1922 tot 1955 als tramlijn, maar de lijn (zonder nummer) opende al in 1903; in eerste instantie met stoomtrams.
  - 4(circa 1919-1956) (Marie-Joséplein - Station Oostende - Voorhaven - Sas-Slijkens Nukkerstraat, vanaf 1952 Nukkerbrug. Pas in 1922 kreeg deze lijn het nummer 4.
  - Onder lijnnummer "1" Sas-Slijkens - Bredene-Dorp - Klemskerke - De Haan). Deze lijn, de eerste lijn tussen Oostende en De Haan, was een alternatieve route voor de kustlijn (Tramlijn 1), reed dezelfde route als lijn 4 tot in Sas-Slijkens en bestond tussen 1886 en 1956. Er was ook nog een lijn Bredene-Dorp – Renbaan – Bredene-aan-Zee, alleen voor bezoekers van de toenmalige renbaan. Geen foto bekend. In gebruik van circa 1923 tot 1939, laatste deel verwijderd in 1949.
  - 5/6 Stene - Elizabethlaan - Klein Parijs - Kursaal - Kaaistation - Zeedijk – Klein Parijs - Mariakerke-Bad – Mariakerke-Dorp. (De lijn kruist zichzelf in Klein Parijs) lijn 5 was in eerste instantie de nummerloze "stadsomloop", het nummer 5 werd gebruikt 1922-1955. De stadsomloop opende als stoomtramlijn op dezelfde dag in 1885 als de eerste stoomtramlijn van België geopend werd Oostende-Middelkerke. Lijn 6 reed van 1933-1955. Vanaf 1933 reden 5 en 6 bijna hetzelfde: 5 Mariakerke Bad-station-kursaal-Elisabethlaan, en 6 Mariakerke Dorp-station-kursaal-Elisabethlaan. Vanaf 1949 was er een verlenging naar Stene.
  - Tramlijn 7 Station-Elisabethlaan (1944-1955)

- Westhoek
  - 7 (De Panne (Dijk) – Koksijde-Bad) – Koksijde-Dorp – Veurne
  - 9 (Veurne – Koksijde-Dorp) – Oostduinkerke-Dorp – Oostduinkerke-Bad
  - 20 De Panne (Dijk) – Oosthoek – Veurne
  - 21 De Panne (centrum) – Station De Panne (Adinkerke)
Bijna dezelfde route als de huidige lijn, alleen vertrok de oude lijn vanaf het centrum van De Panne, reed door het centrum, en reed niet achterlangs de bebouwing bij Moeder Lambik en bij Plopsaland langs. De oude lijn lag met enkelspoor gewoon naast de weg. De oude lijn was vroeger een paardentramlijn met een spoorbreedte van 600 mm. Na een periode van stoom- en dieseltractie wordt de lijn omgebouwd naar meterspoor, geëlektrificeerd en vanaf 25 juni 1932 overgenomen door de NMVB. In de jaren 30 heeft deze lijn eerst lijnnummer 13, en daarna 14.[8] De opbergruimte voor het smalspoor bestaat in 2022 nog, maar is na allerlei functies nu buiten gebruik.[9](Nieuwpoortlaan 18).

## Niet geëlektrificeerde lijnen
(lijnnummers uit het spoorboek)
Rond Brugge

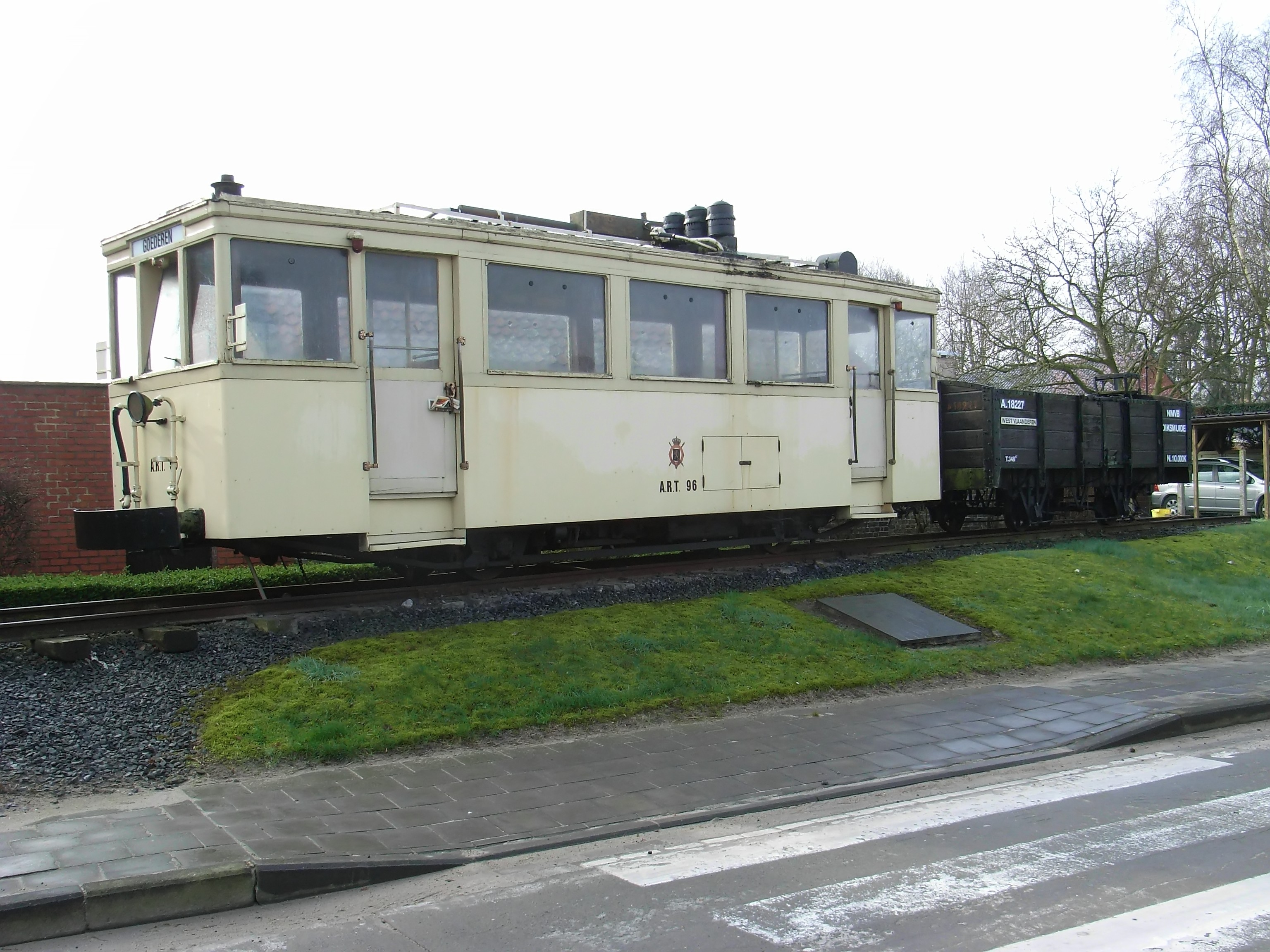
dieseltram gebruikt op niet elektrische lijnen te Koekelare (eigen waarneming)(staat in Koekelare als aandenken)

- Ringspoor: Horticulture Flandria – Katelijnepoort – Gentpoort – Kruispoort – Dampoort. Werd alleen voor goederen gebruikt.
- Havensporen: diverse goederenaansluitingen in de haven van Brugge.
- 338 (Brugge – Assebroek) – Oedelem – Knesselare – (Ursel – Zomergem)
- 329 Oostkamp – Waardamme – Hille – Zwevezele (in Oostkamp aansluiting van/naar Brugge)
- 342 (Brugge – St. Andries) – Varsenare - Snellegem – Zedelgem – Aartrijke – Ichtegem – Koekelare – Mokker – Leke
- 341 (Brugge – St.Kruis) – Moerkerke – Middelburg – Aardenburg (Nederland)

Rond Kortrijk
- 365 Kortrijk – Kuurne – Hulste – Ooigem – Wielsbeke – Wakken – Markegem – Dentergem – Aarsele
- 366 (Kortrijk – Bissegem) – Gullegem – Moorsele – Ledegem – Geluwe – Wervik
- 372 (Kortrijk – Bellegem) – Ruddervoorde – Kooigem – Spiere-Helkijn – Warcoing – Pecq (Place, station) (Tussen en Warcoing en station Spierre was een vierrailig traject). Voorbij Pecq was er Henegouwse lijn 406 naar Doornik.
- 371 Deerlijk – Vichte – Ingooigem – Tiegem – Waarmaarde – Kerkhove – Berchem
- 330 Wevelgem – Gullegem – Sint-Eloois-Winkel – Izegem – Emelgem – (Ardooie – Zwevezele)
- 354 Ieper – Station Kruiskalsijde – Geluveld – Beselare – Geluwe

Bij de kustlijn
- 348 (Oostende – Mariakerke) – Middelkerke Dorp – Westende Dorp – (Lombardsijde Dorp – Nieuwpoort) – Groenendijk – (Oostduinkerke – Koksijde – Veurne): Dit was de allereerste lijn in België, uit 1885, via de dorpen, dus niet door de badplaatsen.  Later gingen er elektrische trams rijden tussen Oostende en Mariakerke-Dorp, maar de rest van de lijn bleef een stoomtram. Toen nog later de huidige Kusttramlijn door ging rijden van Westende-bad naar Nieuwpoort, ontstond er tussen Lombardsijde Dorp en Nieuwpoort een elektrische lijn waar op ook stoomtrams reden. In 1933 reden er maar twee reizigers-stoomtrams per dag, naast de busdienst. Ook tussen Oostduinkerke en Veurne reden later stoomtrams en elektrische trams. In 1955 is het laatste niet-elektrische deel opgeheven. (Oostende-Lombardsijde)[11].
- Goed (Oostende – Oostende (Achterhaven)) – Zandvoorde: Is alleen voor goederen. Was in 1973 deels nog aanwezig.

Westhoek

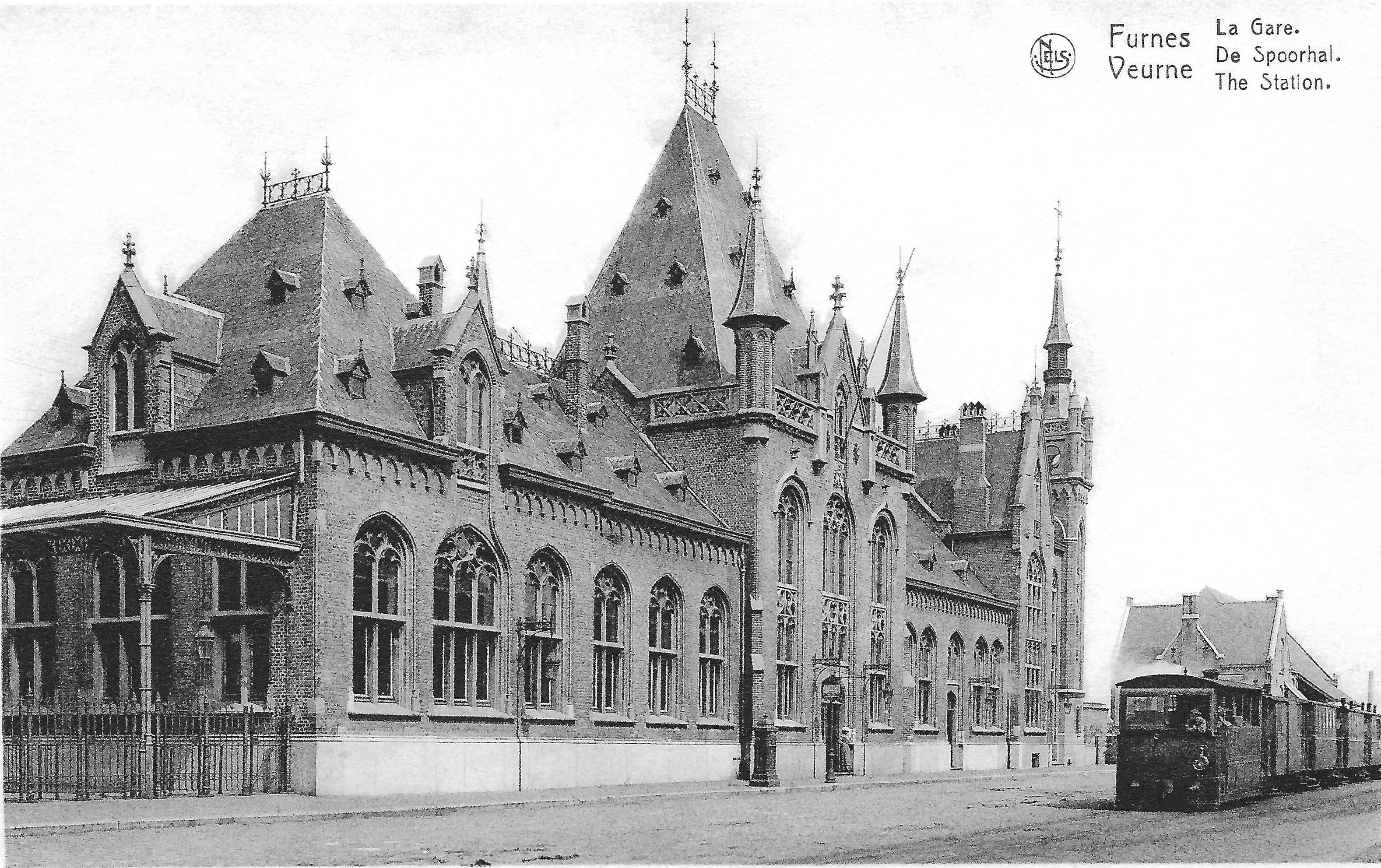
Stoomtram bij Veurne station

- 331 Hooglede – Roeselare – Tasse – Ardooie – Zwevezele – Wingene – Tielt (markt) (en verder naar het station op de Oost-Vlaamse lijn Aalter - Tielt)

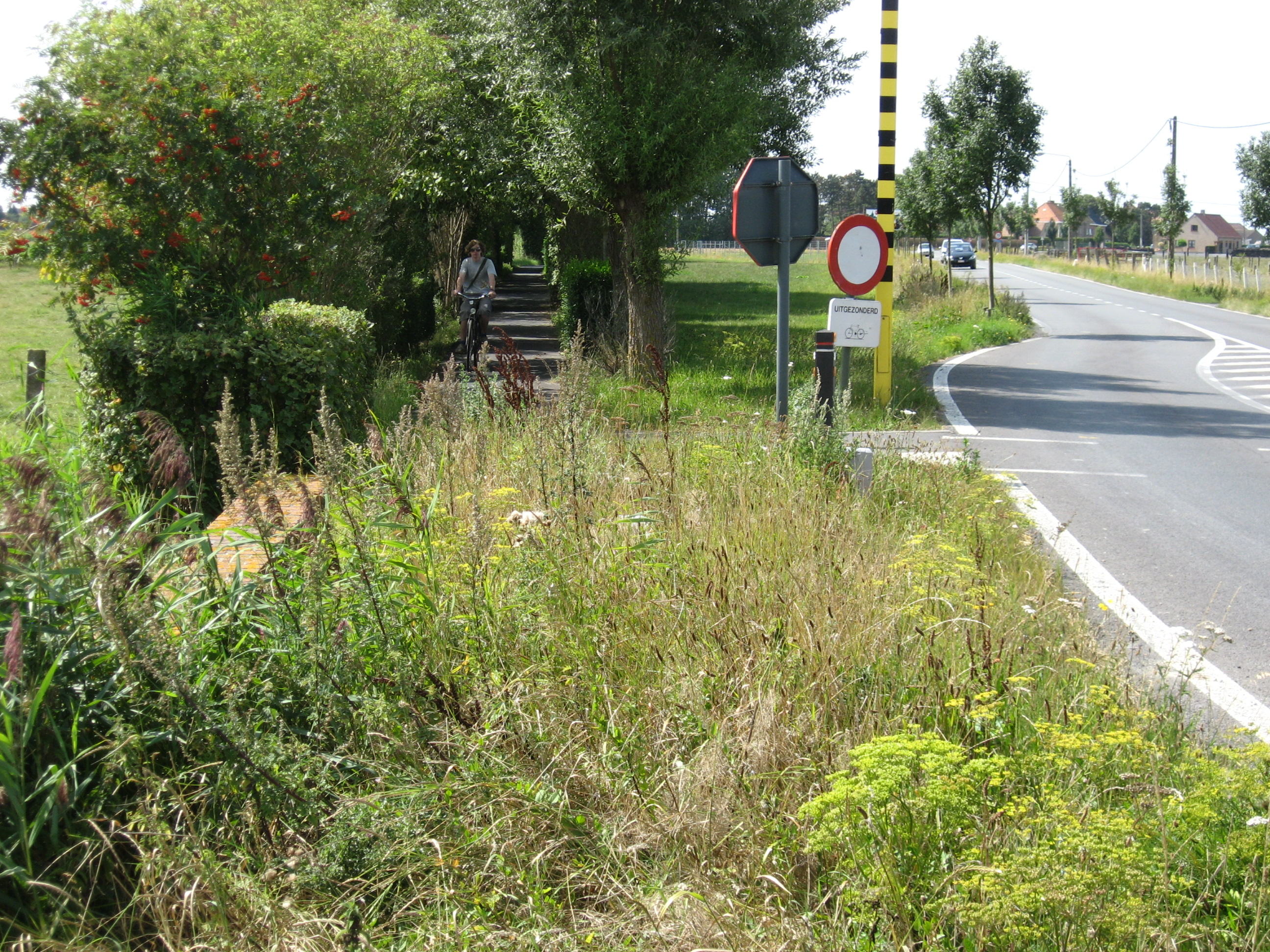
Start van eigen bedding richting Leffinge. Nu een fietspad.

- 351 (Oostende – Stene) – Leffinge – Slijpe – Sint-Pieters-Kapelle – Leke – Diksmuide. Net voor Leffinge verliet de tramlijn de weg en had een eigen kortere route, die nu is omgebouwd als fietspad.
- 352 Diksmuide – Woumen – Klerken – Houthulst – Staden – Roeselare
- 356 Roeselare – Westrozebeke – Poelkapelle – Langemark (Verdere aanleg naar Bikschote is gestart maar niet voltooid)
- 360 Veurne – Nieuwe Herberg – Alveringem – Fortem – Lo-Reninge (brug) – Pollinkhove – Hoogstade (Linde) – Elzendamme – Oostvleteren – Woesten – Elverdinge – Brielen – Ieper. Tussen Fortem en Pollinkhove was het spoor langs het kanaal de Lovaart, nu een fietsroute.
- 353 Veurne – Bulskamp – Wulveringem – Houtem – Leisele – Spoorstation Leisele-Isenberge (Klein Leisele) – Beveren – Roesbrugge (dorp) – Proven – Watou – Sint-Jan-ter-Biezen – Poperinge. Net voor Watou was er tijdens de Eerste Wereldoorlog een aansluiting naar Frankrijk langs Houtkerke en Herzeele. Daar reed de metersporige buurtspoorlijn Herzeele – Sint-Momelijn van de SE (Société Générale de Chemins de fer Economiques) en de lijn Hazebroek – Hondschote van de CF (Compagnie des chemins de fer des Flandres).[12] Aansluitend was ook een verbinding Proven Krombeke (357) aangelegd richting het front.
- 357 Poperinge – Krombeke – Westvleteren – Oostvleteren – Reninge – Noordschote – Luigem – (Merkem – Kippe – Woumen – Diksmuide)
- 357 (Ieper) – (Elverdinge) – Hoekske – Merkem – Kippe – Woumen – Diksmuide
- 361 Ieper – Voormezele – Vierstraat – Kemmel – Nieuwkerke – De Seule grensplaats – Steenwerck (Station aan het hoofdspoor in Frankrijk) / Kemmel – Wijtschate – Mesen – Waasten (België) (Spoorstation Pont-Rouge) – Dorp. Bij Pont-Rouge werd er gekeerd.

## Eerste/Laatste buurttram in de provincie
Op 5 juli 1885 is de eerste buurtspoorweglijn in België geopend van Oostende (Keizerskaai) naar Middelkerke-Dorp. Vervolgens is de hele lijn langs de dorpen naar Nieuwpoort geopend op 15 juli 1885. De laatste opheffing is op 30 juni 1967 wanneer de kustlijn ingekort wordt van Het Zoute tot het station van Knokke.
- Nadat op 31 juli 1951 de laatste stadslijn van Brugge verbust werd, wordt op 29 september 1956 ook de lijn Knokke - Brugge opgeheven.
- Op 25 mei 1963 wordt Moeskroen - Kortrijk, de laatste elektrische buurtspoorlijn rond Kortrijk opgeheven.
- Op 2 juni 1956 worden de laatste stadslijnen van Oostende op één na verbust. Kort daarna, op 17 juni 1956, wordt de route Oostende - Den Haan langs Bredene-dorp opgeheven.
- Op 5 september 1954 worden de laatste tramlijnen in de Westhoek (behalve de kustlijn) opgeheven.
- De lokale tramlijnen in Knokke (naar Oosthoek Siska en de lijnen via de Elizabethlaan) worden op 30 juni 1951 opgeheven.

De laatste niet-elektrische tramlijn waar reizigerstrams reden is op de lijn (Kortrijk) Bissegem - Moorsele (Geluwe). Op 21 mei 1955 is daar de reizigersdienst opgeheven.

## Stelplaatsenin de provincie

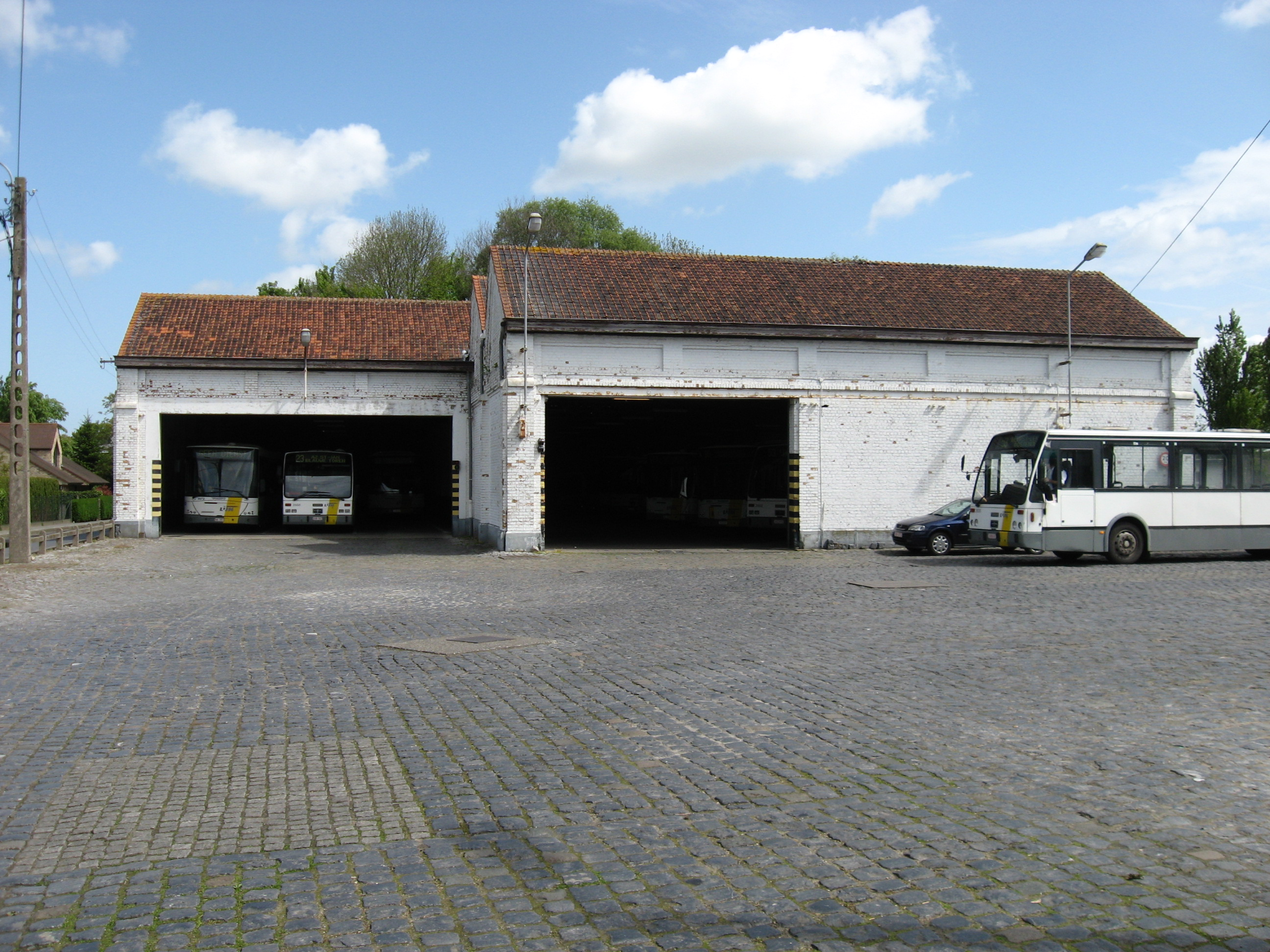
Vroegere tramstelplaats in Diksmuide nu in gebruik als busstelplaats.

- Aarsele, Assebroek (in Brugge, werkplaats voor alle diensten)
- Beveren a/d IJzer, Blankenberge, Brugge
- De Panne, Diksmuide (Werkplaats stoomdienst)
- Geluwe
- Heist
- Ieper
- Knokke, Koekelare
- Koksijde
- Kortrijk (bij Menenpoort)
- Leke
- Moeskroen
- Oostende (werkplaats voor alle diensten)
- Poperinge
- Roeselare
- Steenwerck (Frankrijk), Stene
- Tielt
- Veurne
- Waasten, Wevelgem
- Zwevezele

## NMVB in de andere provincies
- Antwerpen: Buurtspoorwegen van de provincie Antwerpen
- Brabant: Buurtspoorwegen van de provincie Brabant
- Oost-Vlaanderen: Buurtspoorwegen van de provincie Oost-Vlaanderen
- Limburg: Buurtspoorwegen van de provincie Limburg
- Luik: Buurtspoorwegen van de provincie Luik
- Luxemburg: Buurtspoorwegen van de provincie Luxemburg
- Namen: Buurtspoorwegen van de provincie Namen
- Henegouwen: Buurtspoorwegen van de provincie Henegouwen